# Jacob Blokker

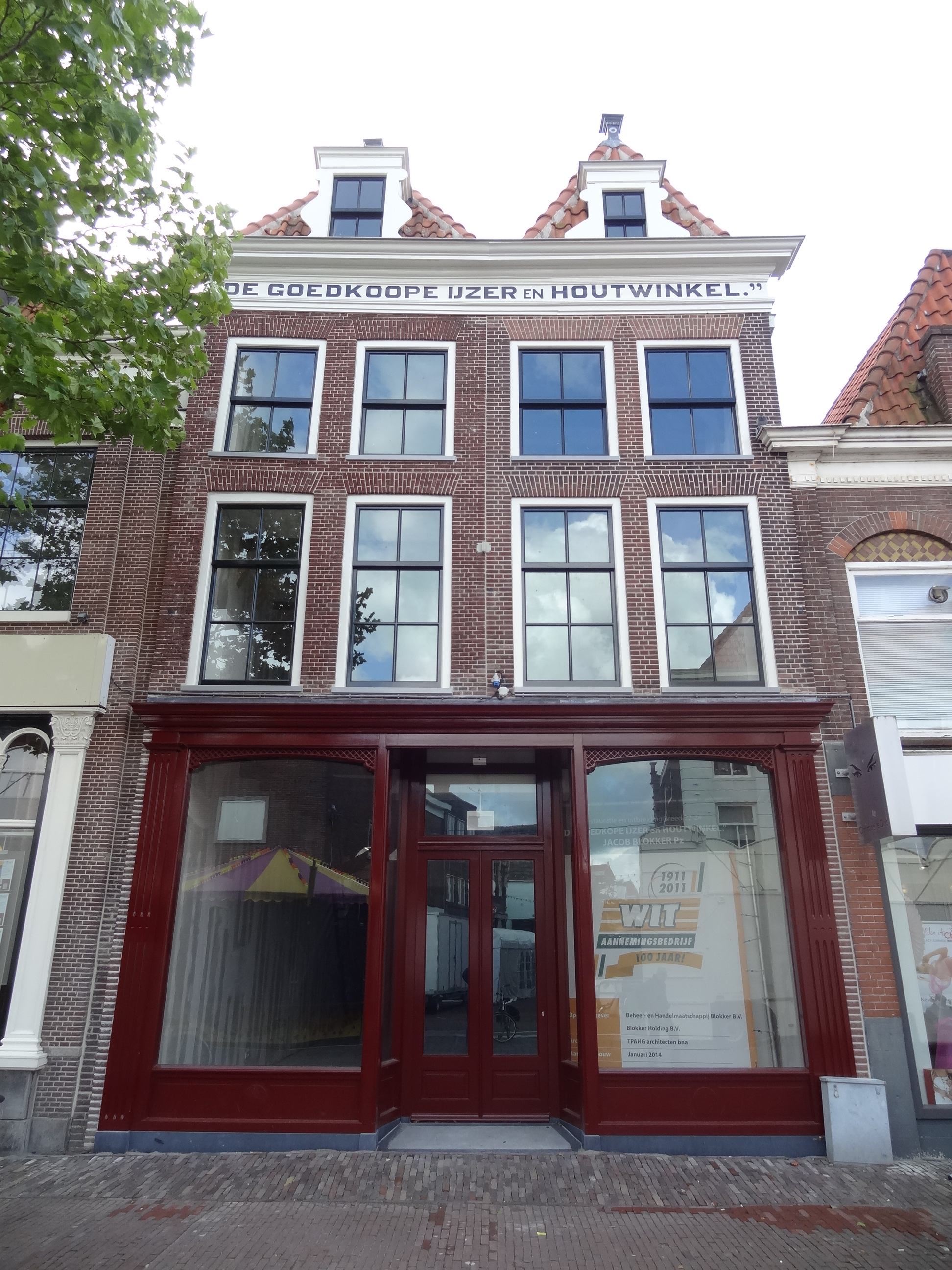
Breed 22 te Hoorn, in 1896 de eerste Blokkerwinkel

Jacob Blokker (Hoorn, 28 januari 1874 - Haarlem, 13 januari 1944)  was de grondlegger van het latere Blokker Holding. Hij was de grootvader van de latere bestuursvoorzitter Jaap Blokker. 

## Loopbaan
Na de lagere school ging Blokker voor smid in de leer bij het bedrijf van zijn vader, Pieter Blokker. Enkele jaren later stond hij met kleine landbouwgereedschappen op diverse weekmarkten in Hoorn. Met zijn echtgenote Saapke Kuiper opende hij er in 1896 hun eerste winkel. Dit was de "Goedkope IJzer & Houtwinkel", in de volksmond "Blokkertje" genoemd, aan het Breed nummer 22-24. Het assortiment bestond onder meer uit spaden, schoffels, hooivorken en allerlei huishoudelijke artikelen.
Dat de winkel van Blokker een succes werd was te danken aan een aantal factoren, waaronder de constante prijsstelling, het steeds groter groeiende assortiment en veel reclame. Het aantal vestigingen van Blokker nam in de loop der jaren toe tot er in 1926 zes winkels waren. Een van de panden die Blokker kocht was Breed 12 in Hoorn, dat de functie van magazijn kreeg.
In de crisistijd van de jaren 30 gingen de zaken minder. Het bedrijf vond een oplossing voor ontstane schulden toen zoon Albert in 1936 bereid bleek zijn in Nederlands-Indië vergaarde kapitaal te investeren in het bedrijf van zijn vader en broers. De firma Gebroeders Blokker werd toen opgericht.
Jacob Blokker was inmiddels slecht ter been en verhuisde in 1936 naar Haarlem, waar hij in 1944 overleed. Hij werd begraven in Hoorn.